# Myxus capensis
Myxus capensis је зракоперка из реда Mugiliformes и фамилије Mugilidae. 

## Угроженост
Ова врста није угрожена, и наведена је као последња брига јер има широко распрострањење.

## Распрострањење
Јужноафричка Република је једино познато природно станиште врсте.

## Популациони тренд
Популација ове врсте се смањује, судећи по расположивим подацима.

## Станиште
Станишта врсте су речни екосистеми и слатководна подручја.